# Konferencija u Jalti
Dana 4. veljače 1945. godine u Jalti na Krimu (današnja Ukrajina), sastali su se najviši predstavnici SAD-a, Sovjetskog saveza i Velike Britanije.
U razdoblju od 4. do 12. veljače 1945. godine, na Jalti su se sastali Roosevelt, Staljin i Churchill, te drugi vojni i civilni stručnjaci, kako bi raspravili i donijeli odluke o izgledu poslijeratnoga svijeta. 
Konferenciji u Jalti je prethodila Teheranska konferencija s istim sudionicima iz 1943. godine; završetak II. svjetskog rata je označila Potsdamska konferencija održana u srpnju 1945. - gdje je umjesto preminulog američkog predsjednika Roosevelta sudjelovao novi predsjednik Harry Truman, a umjesto Churchilla novi britanski premijer Clement Attlee.
Na Jaltskoj konferenciji postignut je sporazum u nekoliko glavnih točaka: 
1. da se nakon savezničke pobjede Njemačka podijeli u okupacijske zone kojima će upravljati po jedna od četiriju savezničkih država: Velika Britanija, SAD, Sovjetski savez i Francuska. Osnovana je službena "Komisija za podjelu Njemačke", kojom se namjeravalo Njemačku podijeliti na do šest država,
2. da se nakon rata provede vojna, ekonomska i politička demobilizacija i denacifikacija Njemačke i da se osigura plaćanje reparacija - koje se mogu naplaćivati također pljenidbom privatne imovine Nijemaca i prisilnim radom,
3. da se u zemljama oslobođenima od njemačke okupacije vrate predratne vlade, uz izuzetak Bugarske, Rumunjske i Poljske - gdje je Sovjetski savez već bio instalirao satelitske vlade. U pogledu Francuske, priznata je vlada Slobodne Francuske,
4. da SSSR-u pripadne oko 40% predratnog teritorija Poljske, kojega je SSSR 1939. godine okupirao u Njemačko - sovjetskoj agresiji na tu zemlju izvršenoj sukladno paktu Ribbentrop-Molotov. Gubitak teritorija Poljskoj će biti kompenziran dijelom teritorija Njemačke, nastanjenim u najvećem dijelu Nijemcima. Odluke SSSR-a o aneksiji teritorija Estonije, Letonije, Litve i Moldavije nisu dovođene u pitanje,
5. da se građane Jugoslavije i Sovjetskog saveza preda vlastima tih zemalja, neovisno o njihovom pristanku,
6. da će se nakon završetka rata osnovati Ujedinjeni narodi,
7. da će Sovjetski savez otpočeti ratne aktivnosti protiv Japana u roku od 90 dana nakon što bude poražena Njemačka,
8. da će saveznici surađivati u progonu nacističkih ratnih zločinaca,
9. da saveznici sporazumno rade i nastupaju u oslobođenim zemljama.

Ovim sporazumom dogovorene su i podjele sfera poslijeratnog političkog utjecaja; koje su se u principu pratile doseg zone koje je u Europi osvojila Crvena armija - koja je u tom trenutku u kontinentalnoj Europi imala trostruko više vojske nego SAD i Velika Britanija zajedno.